# Adriana Lettrari-Pietzcker

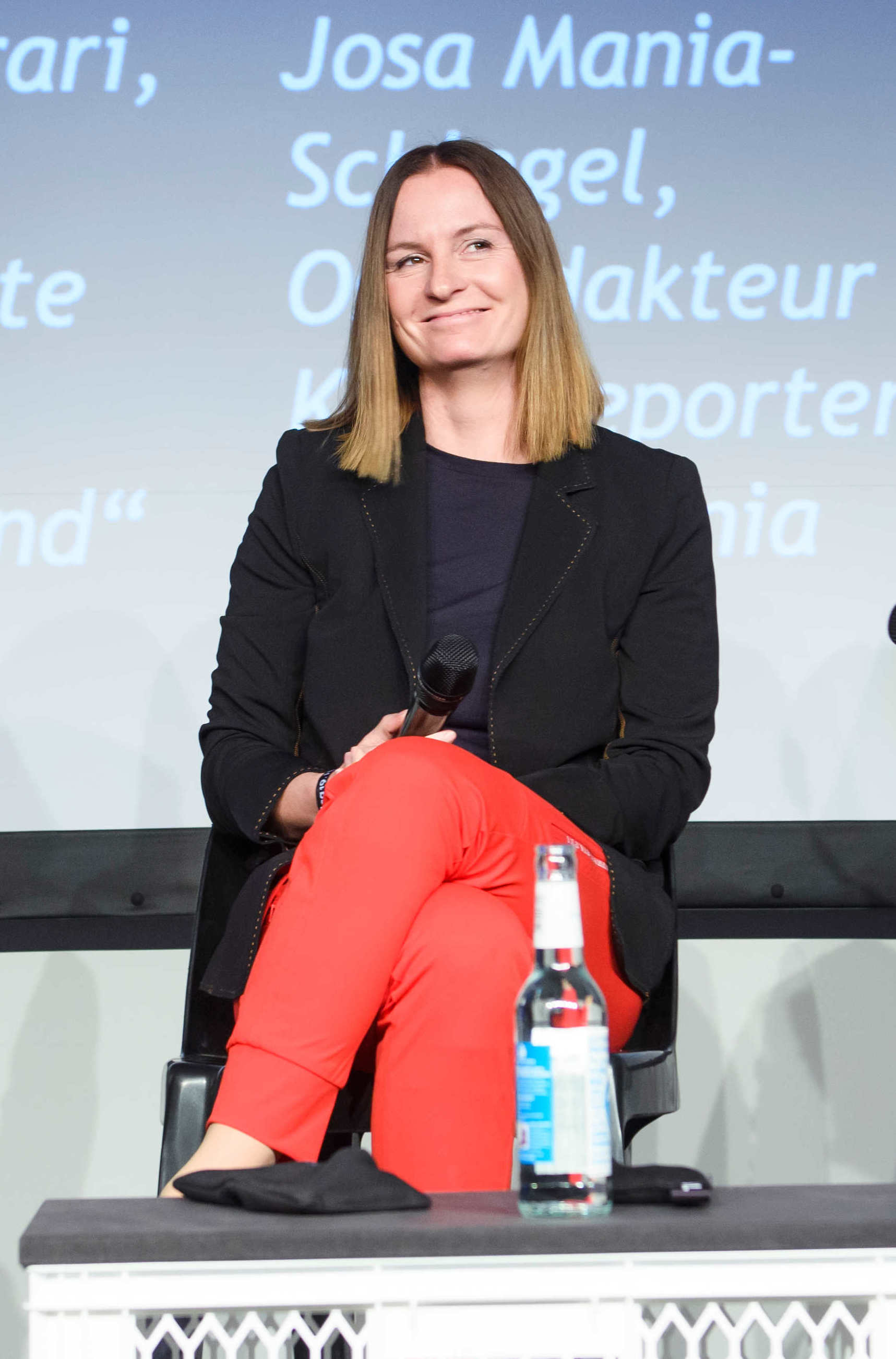
Adriana Lettrari-Pietzcker

Adriana Lettrari-Pietzcker (* 2. August 1979 in Neustrelitz) ist eine deutsche Stiftungsmanagerin, Publizistin sowie Initiatorin des Netzwerks 3te Generation Ost. Sie leitet als geschäftsführende Vorständin die Ehrenamtsstiftung des Landes Mecklenburg-Vorpommern mit Sitz in Güstrow. 2024 wurde sie in den ZDF-Fernsehrat für den Bereich Bürgerschaftliches Engagement in Deutschland berufen.
Für ihr gesellschaftspolitisches Engagement wurde sie mehrfach ausgezeichnet, unter anderem als „Frau Europas“ der Europäischen Bewegung Deutschlands und als „Woman of Europe“ des European Movement International.
Sie nutzt weiterhin meist ihren Geburtsnamen Lettrari, unter dem sie öffentlich bekannt wurde.

## Leben und Ausbildung
Lettrari wuchs größtenteils in Rostock auf. Nach dem Abitur 1998 am Gymnasium Südstadt in Rostock absolvierte sie zunächst eine Berufsausbildung zur Verlagskauffrau bei der zum damaligen Zeitpunkt zum Hubert Burda Media Verlag zugehörigen Schweriner Volkszeitung. Im Anschluss studierte sie in Berlin, Bremen, Zürich/Schweiz und Daressalam/Tansania Kommunikationswissenschaften, Politologie und Gender-Studies. Im Jahr 2019 wurde sie mit einer Dissertation zum Thema „Politische Hochleistungsteams im Deutschen Bundestag“ zur Dr. rer. pol. promoviert. Ihre Doktorväter waren Lothar Probst und Karl-Rudolf Korte. Sie ist ausgebildete Systemische Beraterin, mit Schwerpunkt für den Public Sector.
Sie lebt in Güstrow und Berlin, ist verheiratet und hat einen Sohn.

## Berufliches
Lettrari begann ihre berufliche Laufbahn bei der gemeinnützigen Hertie Stiftung. Anschließend arbeitete sie als wissenschaftliche Mitarbeiterin im Bundestagsbüro von Fritz Kuhn, seinerzeit stellv. Fraktionsvorsitzender. 2012 war sie, obgleich parteilos, als kommissarische Geschäftsführerin für den Aufbau der ersten Landtagsfraktion von Bündnis 90/Die Grünen im Landtag Mecklenburg-Vorpommern tätig. Es folgten Tätigkeiten als Systemische Beraterin beim Fürstenberg Institut sowie freiberuflich.
Seit dem 6. Oktober 2020 ist Lettrari-Pietzcker geschäftsführende Vorständin der Ehrenamtsstiftung des Landes Mecklenburg-Vorpommern.

## Gesellschaftliches Engagement
2009 initiierte sie das Netzwerk 3te Generation Ost. Zusammen mit ihrem späteren Ehemann Hagen Pietzcker gründete sie zunächst die Wendekind gUG, aktivierte eine Gruppe von insgesamt zehn Personen um sich und implementierte mit diesen gemeinsam das Netzwerk. Dieses ist als gemeinnütziger Verein bis heute aktiv und hat die Ost-West-Debatte um die Perspektive der zwischen 1975 und '85 in der damaligen DDR geborenen und in der vereinigten Bundesrepublik aufgewachsenen Menschen nachhaltig beeinflusst. Lettrari wurde dadurch eine gefragte Gesprächspartnerin für Politik und Medien. So beriet sie unter anderem die Regierung von Südkorea zu Fragen einer eventuellen Wiedervereinigung. Nach der ersten Wirkungsphase des Netzwerks zu dem Thema „Den Wendekindern eine Stimme geben“ arbeitet Lettrari derzeit vorrangig zu dem Thema „Repräsentanz von ostdeutschen Führungskräften“.
Adriana Lettrari-Pietzcker ist Autorin und Herausgeberin einer Reihe von Büchern und Aufsätzen zum Thema Wendezeit, Transformationskompetenz der Ostdeutschen. Anerkennung ostdeutscher Lebenswege und der Frage, wie man Menschen, die Ostdeutschland verlassen haben, zur Rückkehr in die ostdeutschen Bundesländer bewegen kann bzw. wie es ihnen in der alten neuen Heimat ergeht. Für ihr bürgerschaftliches Engagement bei der Verständigung zwischen Ost und West, in Deutschland wie Europa, wurde sie mehrfach ausgezeichnet.

## Mitgliedschaften
- Netzwerk 3te Generation Ost
- Deutsche Gesellschaft für Parlamentsfragen
- Netzwerk Frauen Europas der Europäische Bewegung Deutschlands
- EMI – Women of Europe Award Network
- Gemeinnützige Hertie-Stiftung Fellows & Friends
- Beirat des Landesmarketings des Landes Mecklenburg-Vorpommern
- Beirat des Förderprogramms „EhrenWert“ der Klosterkammer Hannover
- ZDF-Fernsehrat[15]

## Auszeichnungen
- Hans-Böckler-Stiftung: Engagementpreis für das Projekt „EU in Progress“ (2009)[11]
- Gustav-Heinemann-Bürgerpreis für das „Netzwerk 3te Generation Ost“ (2013)
- „Frau Europas“ der Europäischen Bewegung Deutschlands (2016)
- „Women of Europe“ des European Movement International (2017)

## Publikationen (Auswahl)
- A. Lettrari: Politische Hochleistungsteams im Deutschen Bundestag: Professionelles Management in Abgeordnetenbüros in Zeiten hyperkomplexer Anforderungen. Nomos, Baden-Baden 2020, ISBN 978-3-7489-0412-0.
- A. Lettrari u. a.: Die Generation der Wendekinder: Elaboration eines Forschungsfeldes. Springer VS, 2015, ISBN 978-3-658-11479-4.
- A. Lettrari u. a.: Fach- und Führungskräftemangel in Ostdeutschland: Eine qualitative Untersuchung der "Dritten Generation Ostdeutschland. wbv Media, 2013, ISBN 978-3-7639-5167-3.
- A. Lettrari u. a.: Dritte Generation Ost: Wer wir sind, was wir wollen. Links, 2012, ISBN 978-3-86153-685-7.
- A. Lettrari u. a.: Deutsche Landesregierungen als Akteure europapolitischer Kommunikation: Strukturelle Voraussetzungen und strategische Ausrichtungen. Müller, Saarbrücken 2010, ISBN 978-3-639-28232-0